# Chérif Kouachi

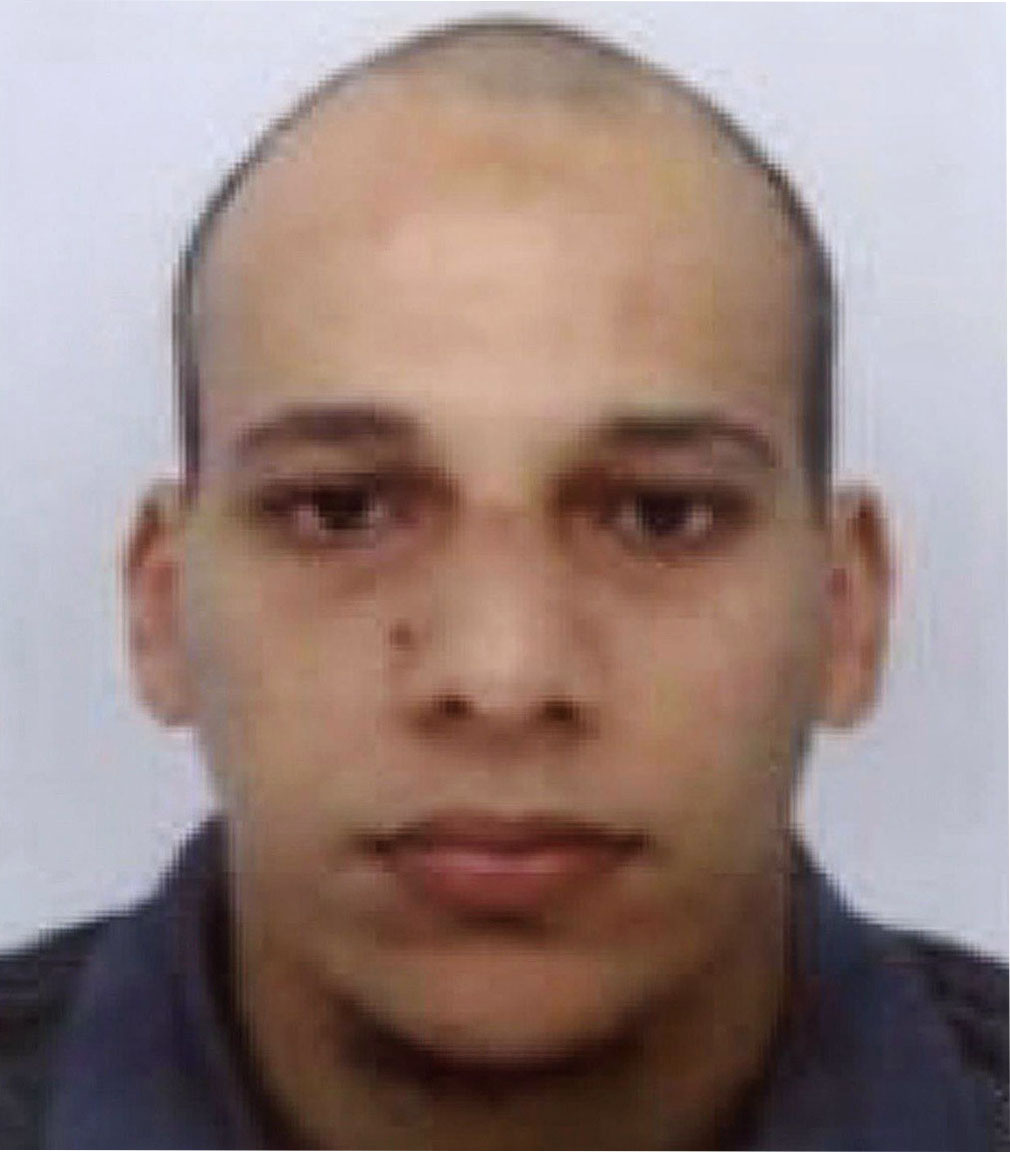
Chérif Kouachi (undatiertes Passbild)

Chérif Kouachi (* 29. November 1982 in Paris; † 9. Januar 2015 in Dammartin-en-Goële) war ein französischer islamistischer Terrorist, der zusammen mit seinem älteren Bruder Saïd Kouachi den Anschlag auf die Redaktion des Satiremagazins Charlie Hebdo am 7. Januar 2015 verübte, bei dem zwölf Menschen erschossen und mehr als zehn weitere verletzt wurden.

## Jugend
Chérif Kouachi wurde in Paris im 10. Arrondissement geboren. Die Eltern stammten aus Constantine in Algerien. Er hatte zwei Brüder, eine Schwester und eine Halbschwester. 1990 starb sein Vater an Krebs und die Mutter musste ihre Kinder allein versorgen. Als die Schulnoten der älteren Kinder immer schlechter wurden und sie zunehmend verwahrlost wirkten, schickte das Pariser Jugendamt die Brüder Chérif und Saïd in ein Kinderheim nach Treignac im Département Corrèze, wo sie im Oktober 1994 aufgenommen wurden. Die Mutter war seit längerem erkrankt und wurde im Januar 1995 tot aufgefunden. Chérif galt als liebenswerter und höflicher Junge; 1995 wurde er zum Klassensprecher gewählt. In seiner Schulzeit versuchte er, professioneller Fußballspieler oder Trainer zu werden. Eine Ausbildung als Elektrotechniker brach er ab. Stattdessen erlangte Chérif Kouachi später ein Diplom als Fitnesslehrer.
Das Heim verließen Chérif und Saïd im Jahr 2000. 2001 wurden die Brüder zu einer Pflegefamilie in Paris gegeben. Der Pflegevater war ein zum Islam konvertierter Franzose. Als junge Männer lebten Saïd und Chérif von Gelegenheitsjobs. Chérif ging einer Tätigkeit als Pizzabote nach und hoffte auf Möglichkeiten, Erfolg mit Rap-Musik zu erlangen. Sie wohnten zunächst bei einem Onkel, der sie aber bald rausschmiss. Zeitweise lebten die Brüder in billigen Hotels und Obdachlosenheimen.

## Radikalisierung und Anschlag

### Die Buttes-Chaumont-Zelle
Zwischen 2002 und 2003 begann Chérif, sich für den Islam zu interessieren und mit seinem Bruder regelmäßig die Moschee Adda'wa in der Nähe der Metrostation Stalingrad zu besuchen. Dort machten sie die Bekanntschaft mit dem salafistischen Prediger und selbsternannten „Emir“ der sogenannten Buttes-Chaumont-Zelle (la filière des Buttes-Chaumont), dem damals 27-jährigen Farid Benyettou. Der algerischstämmige Benyettou war von seinem Schwager, Youcef Zemmouri, einem Islamisten, der 2004 aus Frankreich ausgewiesen worden war und von dessen Freund, Mohamed Karimi, der einer Pariser Zelle der Salafisten-Gruppe für Predigt und Kampf (GSPC) angehörte, beeinflusst und geschult worden.
Benyettou gab Koran-Kurse und bemühte sich, Anhänger für den Dschihad, insbesondere für den bewaffneten Kampf gegen US-Amerikaner im Irak, zu finden. Er lehrte sie, dass Selbstmordanschläge in den Augen des Islam ein legitimes Mittel des Dschihad seien. Im Mai 2004 wurden Bilder über die Folter in Abu Ghuraib veröffentlicht. Unter Einfluss Benyattous wurde die Gruppe weiter radikalisiert. Chérif Kouachi erklärte in einem späteren Verhör durch französische Sicherheitskräfte, dass Benyettous Aussagen einen hohen Wahrheitsgehalt für ihn hatten und einen großen Einfluss auf ihn ausübten.
Nachdem sich mehrere Mitglieder der Gruppe bereits in den Irak begeben hatten und dort getötet oder schwer verletzt worden waren, beabsichtigte Chérif Kouachi im Januar 2005, selbst als Kämpfer über Syrien in den Irak zu reisen. Bevor er das realisieren konnte, wurde er allerdings mit einem weiteren Mitglied der Zelle noch in Frankreich auf dem Flughafen verhaftet. Daraufhin hoben die Sicherheitskräfte die gesamte Buttes-Chaumont-Zelle einschließlich Benyettou aus.

### Untersuchungshaft und Prozess
Von Ende Januar bis Oktober 2006 war Chérif Kouachi im Gefängnis Fleury-Mérogis in Untersuchungshaft, was einen weiteren entscheidenden Wendepunkt in seinem Leben darstellte.
Die Zustände in diesem Gefängnis werden von Kritikern als mögliche Brutstätte für den radikalen Islamismus angesehen. So konnte sich Chérif Kouachi dort einer Gruppe von Salafisten anschließen, die Djamel Beghal (alias Abou Hamza), al-Qaida-Rekrutierer und getreuer Gefolgsmann Osama bin Ladens, um sich geschart hatte.
Beghal (* 2. Dezember 1965 in Bordj Bou Areridj, Algerien), im März 2005 wegen eines geplanten Anschlags auf die US-Botschaft in Paris zu zehn Jahren Gefängnis verurteilt, saß bis Mai 2009 in Haft. Die französische Staatsangehörigkeit wurde ihm aberkannt und er wurde in Murat unter Hausarrest gestellt. Wegen Planung der Befreiung Smaïn Aït Ali Belkacems, einen der Hauptverantwortlichen für die Anschlagsserie in Frankreich 1995, wurde er im Mai 2010 erneut zu zehn Jahren Haft verurteilt.
Im März 2008 wurde der Prozess gegen die Angehörigen der Buttes-Chamont-Zelle eröffnet. Insgesamt sieben Mitglieder, inklusive Benyettou, wurden wegen der Bildung einer terroristischen Vereinigung zur Vorbereitung terroristischer Anschläge angeklagt. Chérif Kouachi wurde zu einer dreijährigen Haftstrafe verurteilt. Er musste allerdings nicht wieder ins Gefängnis, da die Hälfte der Strafe zur Bewährung ausgesetzt und die Untersuchungshaft angerechnet wurde.
Im Gefängnis war Chérif Kouachi erstmals auf den späteren Mitattentäter Amedy Coulibaly getroffen. Auch nach der Haft hielten die Kouachi-Brüder und Amedy Coulibaly den Kontakt mit Beghal aufrecht, reisten mehrmals gemeinsam mit ihren Frauen nach Murat zu dem unter Hausarrest stehenden Beghal. Nach seiner Haftentlassung lebte Chérif Kouachi eine Zeit lang auf der Straße, bis ihn eine Schulfreundin aus Treignac bei sich aufnahm. Er lernte eine marokkanischstämmige Kindergärtnerin kennen, die er 2008 heiratete. Sie stammte aus einer religiösen Familie und gab später ihre Tätigkeit auf, weil sie im Kindergarten nicht auf die Vollverschleierung verzichten wollte. Chérif Kouachi nahm eine Arbeit als Fischverkäufer in einem Supermarkt in Conflans-Sainte-Honorine auf, wo er bis 2010 tätig war. Später lebte er vom Verkauf gefälschter Produkte, wie Parfüms und Kleidung.
2010 geriet Chérif Kouachi durch seine Verbindung mit Beghal unter Verdacht, an der geplanten Befreiung von Smaït Ali Belkacem beteiligt gewesen zu sein. Das Ermittlungsverfahren wurde jedoch 2013 eingestellt. Im selben Jahr endete auch die Telefonüberwachung. Beide Kouachi-Brüder standen aber weiterhin auf der US-amerikanischen Flugverbotsliste, auf der französischen Terror-Beobachtungsliste TIDE und im Schengener Informationssystem.

### Attentat
Von Juli bis August 2011 reiste Chérif Kouachi zusammen mit seinem Bruder über den Oman in den Jemen. Dort nahmen die Brüder am Training in einem Lager von al-Qaida im Jemen teil. Am 7. Januar 2015 stürmten Chérif und Saïd Kouachi die Redaktion der französischen Satirezeitschrift Charlie Hebdo und erschossen zwölf Menschen. Zwei Tage später wurden beide Brüder in einer Druckerei in Dammartin-en-Goële gestellt und im Feuergefecht mit der Polizei getötet. Chérif Kouachi wurde in Gennevilliers anonym bestattet.